# Preity Zinta
Preity Zinta (en hindi: प्रीति ज़िंटा; Shimla, Himachal Pradesh, 31 de enero de 1975) es una actriz del cine de la India. Aparece en las películas de Bollywood y películas de cine en lenguas telugu, panyabi  e inglés. Después de graduarse con una licenciatura de Psicología criminal, debutó en Dil Se en 1998 y en Soldier. Ha ganado un Premio Filmfare a la mejor actriz y fue reconocida por su papel de madre soltera en Kya Kehna (2000). Ha hecho muchos papeles y ha cambiado la idea de la heroína en Bollywood.
Zinta recibió su primer nombramiento a un premio Filmfare (a la actriz revelación) por su papel en el drama Kal Ho Naa Ho (2003). Protagonizó las películas más taquilleras del año: Koi... Mil Gaya, y  Veer-Zaara. Representó la mujer india moderna en Salaam Namaste y Kabhi Alvida Naa Kehna, películas que tuvieron mucho éxito en la taquilla fuera de la India. 
Estos logros la han convertido en una actriz destacada de Bollywood. Su primer papel en el cine internacional fue la película canadiense Heaven on Earth.
Además de hacer cine, Zinta escribe columnas para BBC News Online South Asia,  es actriz de teatro y la dueña del equipo de críquet Kings XI Punjab. Su costumbre de decir lo que piensa es muy conocida por los medios y ha creado mucha controversia.

## Biografía
Nació en una familia hindú rajput de Rohru en Shimla, Himachal Pradesh. Zinta perdió a su padre Durganand Zinta, oficial del Ejército indio en un accidente automovilístico cuando contaba solo con 13 años, en el accidente también participó su madre, Nilprabha, quien resultó gravemente herida y, en consecuencia, se mantuvo en cama durante dos años. Zinta dijo que el choque fue el punto decisivo en su vida que la hizo madurar como persona. Tiene dos hermanos; Deepankar and Manish. Deepankar es oficial en el Ejército indio y Manish vive en California.
Zinta dice que de niña era una niña que prefería los juegos de los niños. Subraya la importancia de la experiencia de su padre en el ejército para la vida de su familia. Estudió en el Convento de Jesús y María (un internado) en Shimla, donde se le despertó el interés por la literatura, sobre todo por las obras de Shakespeare y la poesía. Según Zinta, lo pasó bien en la escuela y consiguió buenas notas; jugó baloncesto en su tiempo libre.
Se matriculó en el Colegio de St Bede en Shimla y se graduó con licenciatura en inglés. Se graduó también con una licenciatura de Psicología Criminal, pero decidió ser modelo. Su primer anuncio de televisión fue por los Perk chocolates en 1996. Un director del anuncios la convenció para dar una audición para el anuncio de Perk chocolates. Apareció en catálogos y otros anuncios, incluso el anuncio del jabón Liril.

## Trayectoria

### Debut y primeros papeles (1997–99)
En 1997, Zinta conoció a Shekhar Kapur cuando acompañó a un amigo a una audición en Mumbai, y le preguntó si ella también audicionaría. Al ver su audición, Kapur insistió en que se convirtiera en actriz. En un principio estaba previsto que debutara en la pantalla en la película de Kapur Tara Rum Pum Pum junto a Hrithik Roshan, pero el rodaje se canceló. Recordó la experiencia: "Empecé a reconocer el poder del destino. Nunca tuve intención de ser actriz". Kapur la recomendó más tarde para la película del director Mani Ratnam “”Dil Se..“” (1998), un thriller romántico sobre un grupo terrorista en Nueva Delhi. Zinta recuerda a menudo que cuando se unió a la industria del cine sus amigos se burlaban de ella porque normalmente «llevaba saris blancos y bailaba bajo la lluvia», lo que la motivó a buscar papeles poco convencionales.
A causa de los restrasos de las películas Kya Kehna y Soldier, el primer estreno de Zinta fue Dil Se (1998) con Shahrukh Khan y Manisha Koirala. En Dil Se hizo el papel de Preeti Nair, la prometida de Khan y una chica de Delhi. El papel fue un début muy raro porque estuvo en pantalla durante 20 minutos, un tiempo breve. Su pregunta a Shahrukh Khan "¿Eres virgen?" es muy famosa. Ganó un nombramiento por Filmfare Best Supporting Actress Award. Protagonizó el drama Soldier, un éxito rotundo de 1998.  Ganó el Filmfare Best Female Debut Award por Dil Se y Soldier.
Zinta apareció en dos películas del cine telugú, Premante Idera (1998) con Venkatesh; and Raja Kumarudu (1999) con Mahesh Babu. Hizo Sangharsh con la actuación estelar de Akshay Kumar, basada en The Silence of the Lambs (1991) y tiene como director a Tanuja Chandra.

### Éxito (2000–2002)
Su primer papel del año 2000 fue en el drama Kya Kehna, un éxito de taquilla inesperado. La película trata de madres solteras y el embarazo adolescente. Fue nominada para un Filmfare Best Actress Award por la interpretación de una madre soltera adolescente que lucha contra los prejuicios sociales. India Today dijo que Zinta era un nuevo tipo de actriz en Bollywood, distinta de los personajes estereotípicos del pasado.
Más tarde en el año, Zinta protagonizó el drama de Vidhu Vinod Chopra, Mission Kashmir con Sanjay Dutt y Hrithik Roshan, situado en la región de Cachemira, trata sobre el conflicto entre India y Pakistán, el terrorismo y el crimen. La crítica en The Hindu dijo, "La siempre angelical Preity Zinta da un toque de color al serio argumento". Mission Kashmir fue un éxito económico; tuvo la tercera recaudación más alta de 2000 en la India.
En 2001, hubo buenas críticas para Dil Chahta Hai con Aamir Khan, Saif Ali Khan y Akshaye Khanna. La película, centrada en las vidas de tres amigos, está ambientada en Mumbai y Australia. Zinta protagonizó junto a Aamir Khan en el papel de Shalini. Según los críticos, Dil Chahta Hai representa a los jóvenes de la India con realismo. La película hizo dinero en las áreas urbanas pero en el campo no fue un gran éxito. Rediff.com escribió, "[Zinta] es bonita y vibrante, una mezcla de joven ingenua y confundida."

### Consagración (2003-2007)
Desde 2003, une un éxito a otro: Koi... Mil Gaya, Kal Ho Naa Ho y Veer-Zaara son taquillazos en la zona del Índico. Salaam Namaste, comedia moderna estrenada en 2005, es un éxito en muchos países.
En 2004 se une a Shahrukh Khan, Rani Mukerji, Saif Ali Khan, Arjun Rampal y Priyanka Chopra en el Temptation 2004 Concert, un gran espectáculo de éxito internacional en el que aparecían las canciones más populares de Bollywood.
Muy cuidadosa a la hora de elegir las películas en las que participa, prefiere rodar menos y escoger guiones que le permitan interpretar papeles en distintos registros. A pesar de que siempre se había negado a rodar varias películas a la vez, en 2005 aceptó participar simultáneamente en el rodaje de Kabhi Alvida Naa Kehna de Karan Johar y en el de Jaan-E-Mann de Shirish Kunder, dos películas con un rodaje de larga duración. Su único papel trágico es en Sangarsh (remake indio de El silencio de los corderos).
Zinta obtuvo un nuevo éxito en 2006, protagonizando el drama de Karan Johar Kabhi Alvida Naa Kehna junto a Shah Rukh Khan, Rani Mukerji, Abhishek Bachchan y Amitabh Bachchan. La película se convirtió en uno de los mayores éxitos de taquilla en la India, el mayor éxito de Bollywood de todos los tiempos en el mercado extranjero hasta entonces. Fue la cuarta película más taquillera de Zinta en el extranjero en cuatro años consecutivos. En mayo de 2006, junto a Karan Johar visita el Festival de Cannes para presentar a los distribuidores y a la crítica esta película.

### Expansión (2007-2008)
Tras el fracaso de dos de sus estrenos comerciales, Zinta decidió aventurarse en el cine de artes, un movimiento de películas neorrealistas conocido en la India como cine paralelo. Actuó junto a Amitabh Bachchan en su primera película en inglés, Story within a story, de Rituparno Ghosh (2007). La película se estrenó en el Festival Internacional de Cine de Toronto de 2007 y tuvo una buena acogida.The Last Lear fue galardonada con el Mejor Película Inglesa en la 55 edición de los Premios Nacionales de Cine.
Zinta protagonizó después Héroes (2008), de Samir Karnik, una road movie de tres capítulos sobre dos estudiantes de cine que, como parte de un encargo, viajan por el norte de la India para entregar a sus familias tres cartas sin franquear escritas por miembros del ejército que perdieron la vida durante la guerra de Kargil en 1999. Zinta aparece en el primer capítulo como la viuda de guerra de Salman Khan, Kuljeet Kaur, una mujer que se convierte en el único sostén de la familia y cría sola a su hijo. Para prepararse para el papel, Zinta asistió a la escuela de interpretación de Anupam Kher, «Actor Prepares», para aprender el dialecto y los modales de una mujer punjabi.
Ese mismo año interpretó el papel protagonista de Chand en la película canadiense de Deepa Mehta Heaven on Earth, un drama místico en idioma Punjabi basado en la historia real de una joven india que, después de un matrimonio arreglado con un hombre indio no residente de Canadá, emigra a Toronto y se convierte en víctima de graves abusos domésticos.  Zinta describió a Mehta como un director con el que ansiaba trabajar para satisfacer su deseo de «un nuevo tipo de reto interpretativo». Para prepararse para el papel, estudió exhaustivamente el tema de la violencia doméstica y realizó un curso intensivo de punjabi, un idioma que le era totalmente ajeno. Ganó un premio Silver Hugo por su interpretación de una mujer maltratada en Heaven on Earth.

### Pausa y retornos ocasionales (2009-actualidad)
Tras El cielo en la tierra, Zinta se tomó dos años sabáticos del cine, explicando más tarde que había optado por centrarse en su trabajo con su equipo de críquet. En 2011, lanzó su propia productora, PZNZ Media. Dos años después y tras numerosos retrasos, protagonizó su primera película bajo la bandera –  de la comedia romántica dirigida por Prem Raj Ishkq in Paris, que también coescribió. En la película, una colaboración indofrancesa, Zinta interpretaba a una parisina medio india medio francesa junto a Rhehan Malliek e Isabelle Adjani. El papel de Zinta requería que aprendiera francés y siguiera un estricto régimen de dieta y forma física, para lo que contrató los servicios de la famosa entrenadora Tracy Anderson. Aunque la película fue un fracaso en taquilla y recibió críticas mayoritariamente negativas, la actuación de Zinta tuvo una acogida desigual por parte de la crítica.
Tras cinco años sabáticos, Zinta protagonizó junto a Sunny Deol el papel de una agresiva esposa afincada en Varanasi en la comedia de acción de Neeraj Pathak Bhaiaji Superhit (2018). En 2020, Zinta apareció junto a Vir Das en un episodio de la sitcom estadounidense Fresh Off the Boat, titulado «The Magic Motor Inn»; estaba previsto que repitiera su papel en una serie spin-off, centrada en la familia de su personaje,  pero finalmente no se materializó.
Tras otro paréntesis, Zinta regresará al cine hindi con Lahore 1947, una película de drama de época dirigida por Rajkumar Santoshi y coprotagonizada por Sunny Deol.

## Vida personal
Los medios de comunicación han relacionado a Zinta sentimentalmente con otras estrellas de Bollywood, pero ella ha negado rotundamente tales rumores. En 2000, Zinta empezó a salir con el modelo Marc Robinson. Se separaron al año siguiente, y según Zinta siguieron en buenos términos. Zinta salió con el heredero de Bombay Dyeing, el empresario Ness Wadia desde febrero de 2005 hasta mayo de 2009. Los medios de comunicación se hicieron eco a menudo de su relación y especularon con frecuencia sobre un compromiso o una ruptura. El 13 de junio de 2014, Zinta presentó una denuncia ante la policía de Bombay contra Ness Wadia, alegando que había abusado de ella y la había amenazado en un partido de la Indian Premier League (2014), en el Wankhede Stadium de Bombay el 30 de mayo. Wadia negó las acusaciones. En 2018, el Tribunal Superior de Bombay anuló esta denuncia después de que el asunto se resolviera de forma amistosa.
Por poco escapó de la muerte, en dos ocasiones a finales de 2004: la primera tras una explosión en un concierto de Temptation en Colombo, Sri Lanka; y la segunda durante el terremoto en el océano Índico.
Entre sus mejores amigos están Shahrukh Khan, Gauri Khan, Hrithik Roshan, Bobby Deol, Suzzane Roshan, Saif Ali Khan, Abhishek Bachchan, Salman Khan y Aishwarya Rai. Preity Zinta se casó con un americano Gene Goodenough el 29 de febrero de 2016, en una ceremonia privada en los Ángeles. Goodenough es vicepresidente sénior de Finanzas de NLine Energy, una empresa de energía hidroeléctrica con sede en Estados Unidos. Zinta se mudó a Los Ángeles tras el matrimonio; visita la India con frecuencia. En 2021, ella y su marido fueron padres de gemelos, un niño y una niña, mediante gestación subrogada.
En los asuntos relacionados con la implicación posible de la mafia en la industria cinematográfica india, Preity Zinta es una de las pocas actrices que ha colaborado con la Fiscalía para desvelar los intentos de extorsión de los que había sido víctima.  Es el único testigo que no se retractó de sus anteriores declaraciones judiciales en contra de la mafia de la India durante el 2003 en el caso Bharat Shah, por la que se adjudicó la Godfrey Phillips Premio Nacional de Valentía.
Además de la actuación, Zinta ha escrito una serie de columnas de BBC News Online al sur de Asia. Junto con su exnovio Ness Wadia es copropietaria del equipo de cricket indio Kings XI Punjab de la Premier League. Ella es conocida en la India en los medios de comunicación por decir públicamente su opinión y expresar abiertamente sus opiniones de manera directa, en ocasiones provocando controversia. 

## Filmografía
- Har Pal (2010) Runa
- Main Aurr Mrs Khanna (2009) ... Haseena Jagmagia
- Rab Ne Bana Di Jodi (2008)
- Heaven On Earth (2008) ... Chand (Nominación: Premios Genie Canadienses Mejor Actriz. Ganador:   Chicago International Film Festival Mejor Actriz (Silver Hugo),  Stardust Premios Mejor Searchlight Actess. Nominación: 29.º Premios Genie (Canadá) Mejor Interpretación de una Actriz en un Papel Protagónico, Vancouver Film Critics Circle Awards (Canadá) Mejor Actriz en una película canadiense)
- Heroes (2008) ... Kuljeet Kaur
- The Last Lear (2008) ... Shabnam
- Jhoom Barabar Jhoom (2007)
- Jaaneman (2006)... Piya Goyal
- Krrish (2006)... Nisha Mehra
- Kabhi Alvida Naa Kehna (2006)... Rhea Saran (Nominación: Filmfare Awards, Global Indian Film Awards, Premios de Stardust. Ganador: Premios AIFA )
- Salaam Namaste (2005)... Ámbar Malhotra (Nominación: Filmfare Premio de Mejor Actriz)
- Khullam Khulla Pyaar Karen (2005)... Priti
- Veer-Zaara (2004)... Zaara Hayat Khan (Nominación: Filmfare Premio de Mejor Actriz)
- Dil Ne Jise Apna Kahaa (2004)... Dr. Parineeta (Pari)
- Lakshya (2004)... Romila Dutta
- Kal Ho Naa Ho (2003)... Naina Catherine Kapur (Ganador: Filmfare Premio de Mejor Actriz)
- Koi... Mil Gaya (2003)... Nisha ( Nominación: Filmfare Premio de Mejor Actriz)
- Armaan (2003)... Sonia Kapoor (Nominación: Filmfare Premio Mejor Villain.)
- The Hero: Love Story of a Spy (2003)... Reshma/Ruksar
- Dil Hai Tumhaara (2002)... Shalu
- Yeh Raaste Hain Pyaar Ke (2001)... Sakshi
- Dil Chahta Hai (2001)... Shalini
- Chori Chori Chupke Chupke (2001)... Madhubala (Madhu) (Nominación: Filmfare Premio de Mejor actriz de reparto)
- Farz (2001)... Kajal Singh
- Mission Kashmir (2000)... Sufiya Parvez
- Har Dil Jo Pyar Karega (2000)... Jahnvi
- Kya Kehna (1999)... Priya Bakshi  (Nominación: Filmfare Premio de Mejor Actriz)
- Dillagi (1999)... Rani
- Sangharsh (1999)... Reet Oberoi
- Raja Kumarudu (1999)... Rani
- Premante Idera (1998)... Jannu
- Soldier (1998)... Preeti Singh (Ganador: Filmfare Mejor Debut Premio Femenino (Newface de todo el año))
- Dil Se (1998)... Preeti Nair (Ganador: Filmfare Mejor Debut, Premio Femenino (Newface del año) Nominación: Filmfare Premio de Mejor actriz de reparto)